# Невидима церква
Невидима церква — богословське поняття «невидимої» християнської церкви вибраних, які відомі лише Богові, на відміну від «видимої церкви» — тобто інституційного органу на землі, яка звіщає Добру новину та здійснює управління таїнствами. Кожен член невидимої церкви спасений, тоді як видима церква містить окремих людей та решту неспасених. Вчення про «невидиму церкву» є складовою богослов'я протестантських і євангельських сповідань.

## Розвиток вчення про «Невидиму церкву»
Ця концепція приписується святому Аврелію Августину як частина його спростування донатизму. На нього сильно вплинув платоністські переконання, що справжня реальність невидима і якщо видиме відображає невидиме, воно робить це лише частково і недосконало (див. Теорію форм Платона). Інші ставлять під сумнів, чи справді Августин дотримувався якоїсь форми концепції «невидимої істинної Церкви».
На цій концепції наполягали під час протестантської реформації як способу розрізнення «видимої» римо-католицької церкви, котра, на думку реформаторів, була зіпсованою, і тих, хто перебуваючи в ній справді вірить, а також справжніх віруючих у власних реформатських сповіданнях. 
Жан Кальвін, засновник кальвінізму, описав невидиму церкву так: 
«те, що насправді знаходиться в Божій присутності, до якого не приймаються особи, крім тих, хто є дітьми Божими за благодаттю усиновлення та справжніми членами Христа через освячення Духа Святого… [Невидима церква] включає не лише святих, які зараз живуть на землі, але й усіх вибраних від початку світу». 
Він продовжує протиставляти цю церкву церкві, розсіяній по всьому світу: 
«У цій церкві дуже велика суміш лицемірів, які не мають нічого Христого, крім імені та зовнішнього вигляду…» (Інституція християнської релігії 4.1.7)
Пізніше пієтизм пішов далі, формулюючи «маленькі церкви в церкві» (ecclesiolae in ecclesia).

## Позиція православ'я
Православний російсько-французький богослов Володимир Лоський також характеризував поняття про Невидиму Церкву як несторіанське вчення про церкву, що «поділить Церкву на різні істоти: з одного боку, небесну і невидиму Церкву, єдину справжню і абсолютну; з іншого, земну Церкву (вірніше церкви), недосконалу та відносну».

## Позиція католицької церкви
Римо-католицьке богослов'я, реагуючи проти протестантського поняття невидимої церкви, наголошувало на видимості Церкви, заснованої Христом, але в ХХ сторіччі більше наголошувало на внутрішньому житті церкви, як надприродного організму, визначаючи церкву в енцикліці Mystici corporis Christi Папи Пія XII Містичним Тілом Христовим. У католицькій доктрині єдиною справжньою церквою є видиме суспільство, засноване Христом, яким є власне сама католицька Церква під світовою підзвітністю єпископу Риму.

## Писання
Поняття про «невидиму церкву» засновано на вченнях Ісуса Христа, що на погляд протестантських і євангельських (анабаптистської гілки) говорять про вибраних, хто наслідує спасіння, з числа тих, хто вважав, що він є частиною церкви:
: Вчення про спасіння не кожного, хто називав Ісуса Христа Господом, та пророкував, виганяв бісів, творив чуда, але чинили беззаконня:
Не кожний, хто звертається до Мене: Господе! Господе! Увійде до Царства Небесного, але той, що виконує волю Батька Мого, який на небі. Численні люди скажуть Мені того дня: Господе! Господе! Хіба не Твоїм йменням ми пророкували? Хіба не Твоїм йменням демонів виганяли? Хіба не Твоїм йменням багато див творили? І тоді відповім їм: Я ніколи не знав вас; відійдіть од Мене всі, хто чинить беззаконня! Отож, кожний, хто слухає ці слова Мої і виконує їх, схожий на мужа розважливого, котрий спорудив дім свій на камені, І пішов дощ, і вийшли з берегів ріки, і здійнявся вітер і ринув на дім той; і він не упав, тому що споруджений був на камені. А кожний, хто слухає оці слова Мої і не виконує їх, схожий на чоловіка нерозважливого, котрий спорудив дім свій на піску; І пішов дощ, і вийшли з берегів ріки, і здійнявся вітер, і ринули на дім той, і він упав, і велике було те падіння його. (Євангеліє від Матвія 7:21-27; пер. Гижі 2019 рік)
Вчення про посіяних Богом на одному полі доброї пшениці (вибраних спасенних) та посіяних уночі дияволом плевел (безплодних, що заважають пшениці):
І другу притчу запропонував Він їм, кажучи: Царство Небесне схоже на чоловіка, що посіяв добре насіння на полі своєму. Та коли люди спали, прийшов ворог його і насіяв поміж пшеницею плевелів, і зник. Коли зійшло вруно і показався колос, тоді з‘явилися й плевели. Та ось, прийшли служники до господаря (поля) і сказали йому: Пане! Хіба не добре насіння сіяв ти на полі твоєму? То звідки ж на ньому плевели? А він сказав їм: Ворог людський учинив це. А служники сказали йому: Хочеш, ми підемо, і виберемо їх? Та він сказав їм: Ні, бо, виполюючи плевели, ви повириваєте разом з ними пшеницю; Залишіть їх, нехай разом ростуть до жнив; і в пору жнивну я скажу женцям: Зберіть передніше плевели та пов‘яжіть їх у в‘язочки, щоби спалити їх; а пшеницю зберіть до засіків моїх. (Євангеліє від Матвія 13:24-30: пер. Гижі 2019 рік);
Вчення про людей, що були разом, проте Ангели будуть жати їх вибірково, відповідно до пильнування (готовності) людини у служінні Господу:
І раптом, після скорботи днів тих, сонце затьмариться, і місяць не дасть свого світла; і зорі впадуть з неба, і сили небесні захитаються. Тоді з‘явиться ознака Сина Людського на небі; і тоді заплачуть усі племена земні і побачать Сина Людського, що йде на хмарах небесних із силою та славою великою; І пошле Ангелів Своїх з рогом грімкоголосим, і зберуть вибраних Його від чотирьох вітрів, від краю небес до краю їхнього. Від смоковниці візьміть подобу: коли гілки її стають уже м‘якими і випускають листя, то знаєте, що близенько літо; Так, коли ви побачите усе це, знайте, що близенько, за дверима. Істину кажу вам: Не перейде рід оцей, як усе це станеться. Небо і земля минуться, але слово Моє не минеться. А про день той і про час ніхто не відає, ні Ангели небесні, а лише Батько Мій один. Але як було за днів Ноя, так буде, коли прийде Син Людський. Бо, як за днів перед потопом їли, пили, одружувалися і виходили заміж аж до того дня, як зайшов Ной до ковчега, І не задумувалися, аж доки не прийшов потоп і не винищив всіх, — отак станеться й пришестя Сина Людського; Тоді будуть двоє на полі: один візьметься, а другий залишиться. Двоє будуть молоти на жорнах: одна візьметься, а друга залишиться. Отож, пильнуйте, тому що не відаєте, котрого часу Господь ваш прийде. Але це ви знаєте, що, якби відав хазяїн дому, в яку сторожу прийде злодій, то пильнував би і не дав би підкопати власний дім. Тому й ви будьте готові, бо, о котрій годині не сподіваєтеся, прийде Син Людський. (Євангеліє від Матвія 24:29-45: пер. Гижі 2019 рік);
Вчення про злого служника, що втратив вибраність, через бенкетування з грішниками;
То хто є вірний і урівноважений служник, котрого володар його поставив над слугами своїми, щоб давати їм їжу вчасно? Щасливий той служник, котрого володар його, як прийде, то знайде таким, що вчиняє саме так. Істину кажу вам, що над усім маєтком своїм поставить його. А якщо недобрий служник той, будучи злим, скаже в серці своєму: Не скоро прийде володар мій, І почне бити товаришів своїх і їсти та пити з п‘яницями, — То прийде володар служника того, за дня, котрого він не чекає, і в годину, котрої не відає; І розітне його, і визначить однакову долю йому з лицемірами, — буде плач там і скрегіт зубів. (Євангеліє від Матвія 24:45-51: пер. Гижі 2019 рік).

## Дивитися також
- Видима церква
- Радикальна реформація
- Християнський світ
- Причастя святих
- Невидимі церкви (рабство)
- Священство всіх віруючих